# Очаківський мис
46°36′01.04″ пн. ш. 31°32′57.40″ сх. д. / 46.6002889° пн. ш. 31.5492778° сх. д.
Мис Оча́ківський — мис в північно-західній частині Чорного моря, на вході до Дніпровсько-Бузького лиману. Крайня південна точка міста Очакова.
Мис знаходиться в 2-х милях на північний захід від Кінбурнської коси. Береги його високі і урвисті. На південь від мису на 1,6 милі простягається мілина з глибинами до 5 м.
Згадки про Очаківський мис зустрічаються ще у давніх греків. Стародавні греки мешкали на цій землі майже 970 років, залишивши після себе предмети і вироби з кераміки, бронзи, металу, культові та житлові споруди.
З 1877 року і аж до середини 20 сторіччя на мисі знаходилася одна з артилерійських батарей Очаківської фортеці, що прикривала вхід в лиман з півночі.

Вид на мис Очаківський (1942 рік)

Нині мис став своєрідною візитною карткою Очакова завдяки розташуванню на ньому пункту регулювання руху суден (ПРДС) «Очаків» ДП «Дельта-лоцман».
Цікавий факт: перший меридіан на карті Ератосфена Кіренського проходить через Очаківський мис.